# Sallinghausen

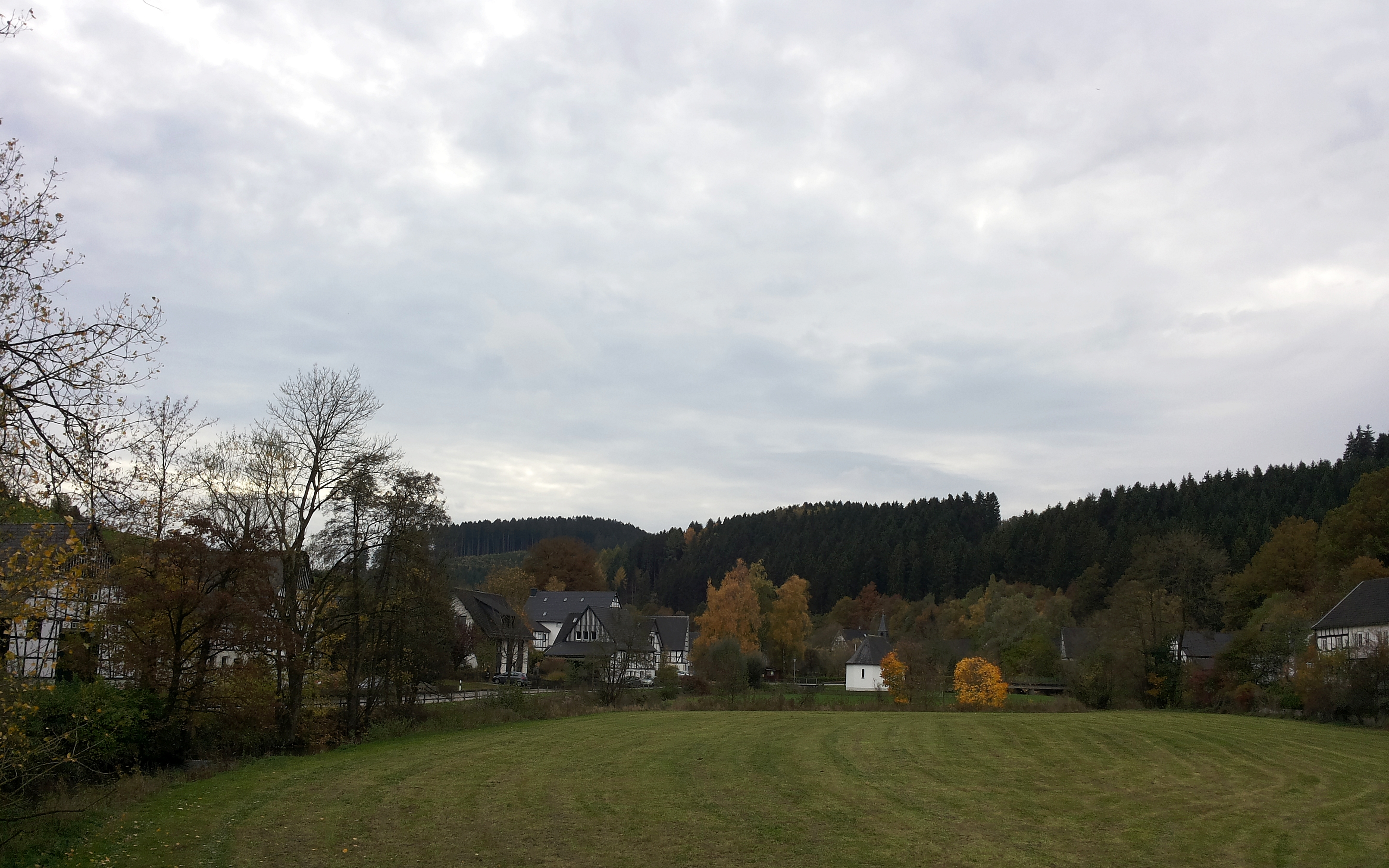
Fernansicht

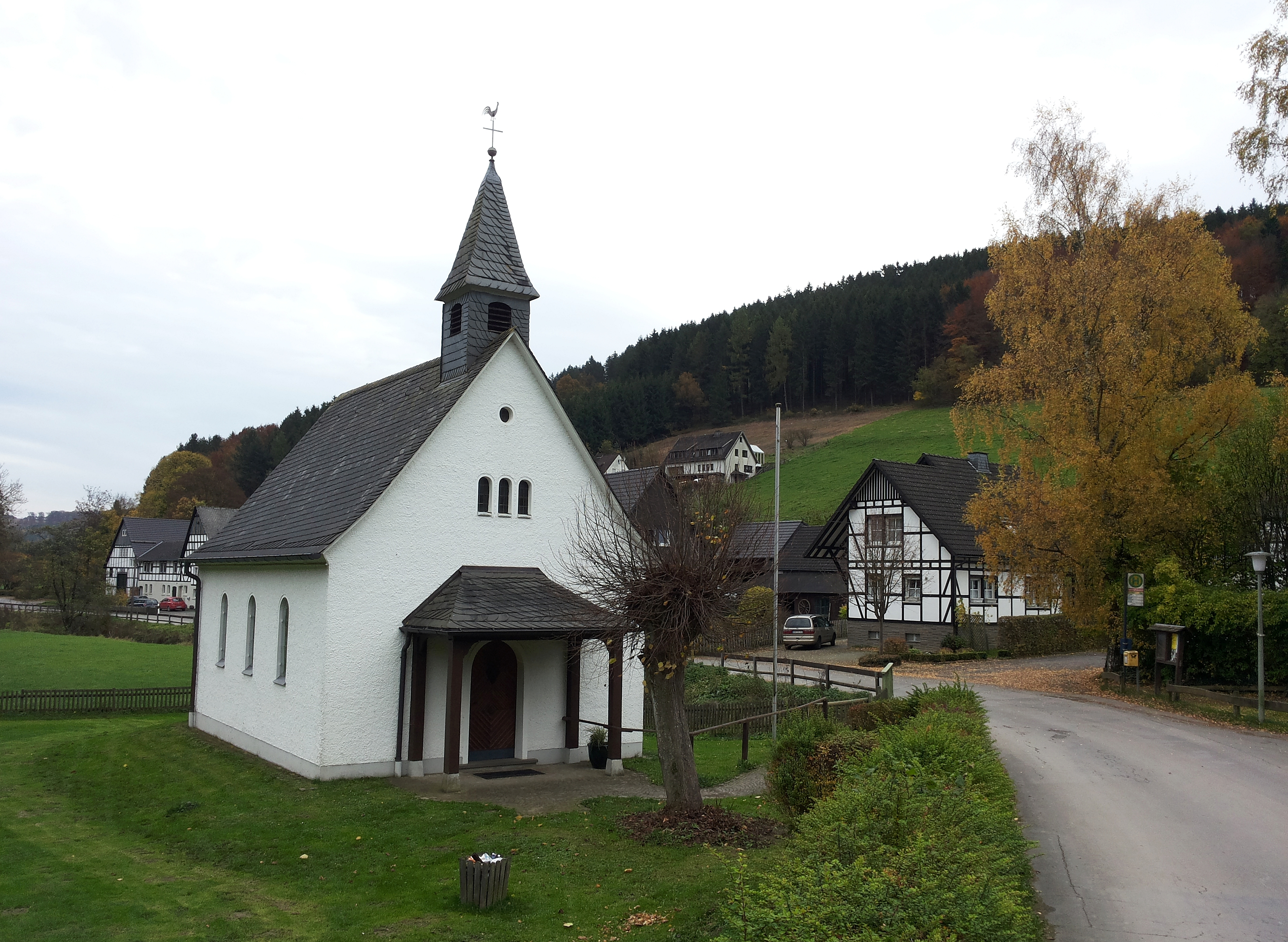
Kapelle St. Antonius Einsiedel

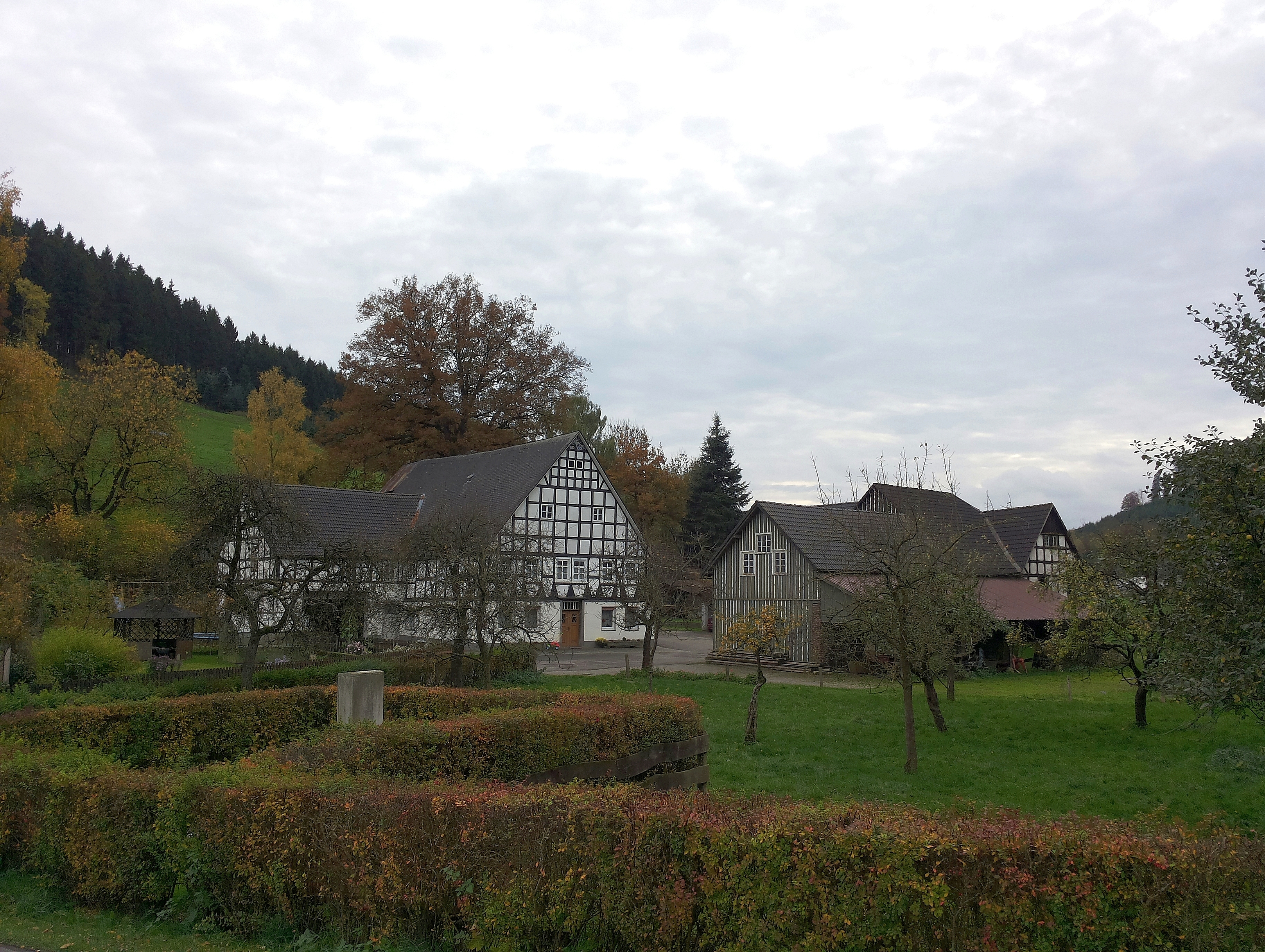
Hof im Ort

Sallinghausen ist ein Ortsteil der Gemeinde Eslohe (Sauerland) mit 66 Einwohnern (Stand Juni 2023) im nordrhein-westfälischen Hochsauerlandkreis. 

## Geografie
Der Ort liegt etwa 1 km nördlich von Eslohe im Naturpark Sauerland-Rothaargebirge an der ehemaligen Bahnstrecke Finnentrop–Wennemen und dem Bach Salwey. An Sallinghausen grenzen die Ortschaften Eslohe, Wenholthausen und Sieperting.

## Geschichte
Sallinghausen, damals Salinchusen, gehörte im 14. Jahrhundert mit einem Hufe zu den Verwaltungsbezirken Hengstbeke und Lare des Stifts Meschede. In den Schatzungsregistern (dienten der Erhebung von Steuern) des 16. Jahrhunderts für das Herzogtum Westfalen war der Ort unter den Namen Salwyckhuißen bzw. Salwinghausen verzeichnet. Das Register von 1543 zeigt für den Ort (hier Schreibweise „Salwinckhaußen“) 5 Schatzungspflichtige (Henrich Matteweis, Thonis Nurck, Gert Molner, Dietherich Gockel und Dietherich Schelte); diese Zahl dürfte mit den damals vorhandenen Höfen bzw. Häusern übereingestimmt haben. 
Im Jahr 1911 errichtete man für den Bahnverkehr die Hellebrücke, um den Geländeeinschnitt der Bahn zwischen Eslohe und Sallinghausen in Richtung Wenholthausen zu überbrücken. Die Bahnstrecke wurde 1966 für den Personenverkehr und 1996 für den Güterverkehr stillgelegt. 
Sallinghausen blieb 1975 mit der kommunalen Neugliederung in Nordrhein-Westfalen in der neuen Gemeinde Eslohe. In der alten Mühle wurde bis zum Jahre 1990 Getreide gemahlen. Zudem nutzte man sie in der Zeit von 1721 bis 1978 als Sägemühle. Seit dem Jahr 1911 bis heute wird sie zur Stromerzeugung eingesetzt. Nach einem Ratsbeschluss der Gemeinde Eslohe begann man im Jahr 2013 damit, den Einschnitt an der Helle, an der Bahnstrecke zwischen Eslohe und Sallinghausen, zu verfüllen.

## Kapelle
Die alte Kapelle St. Antonius Einsiedel aus dem Jahr 1647 stand neben der Mühle bzw. dem Sägewerk Sapp. Nach dem Abriss weihte man am 27. Mai 1954 den Neubau nun am Mühlengraben nach einjähriger Bauzeit ein.

## Tourismus und Sehenswürdigkeiten

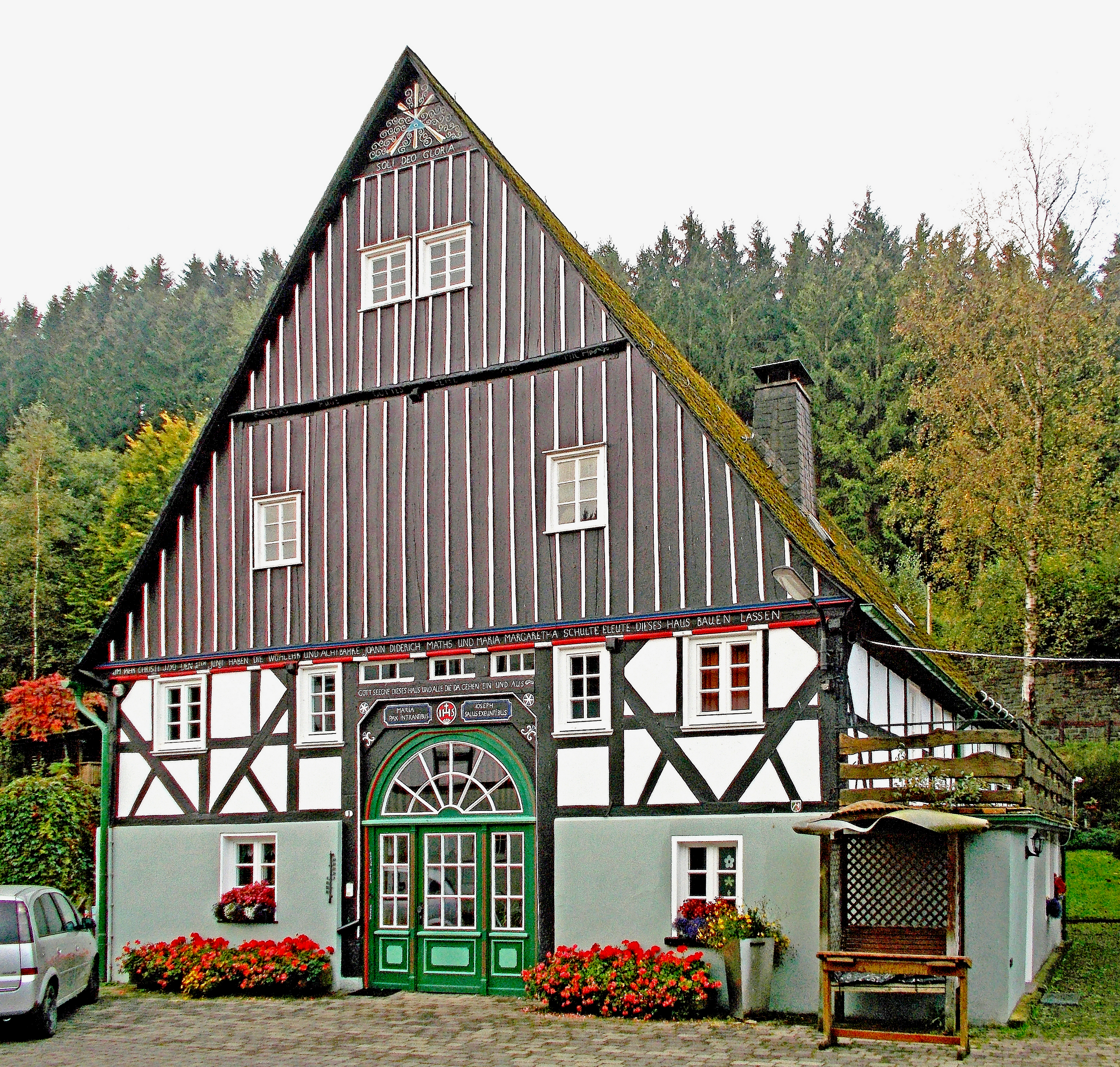
Denkmalgeschütztes Fachwerkhaus

Denkmalgeschützt ist das Haupthaus und der Massivspeicher des Hofes Sallinghausen 1. Das Maschinen- und Heimatmuseum Eslohe befindet sich an der Landstraße 519 etwa 1,5 Kilometer vom Ort entfernt. Direkt hinter Sallinghausen führt die Nordschleife des SauerlandRadrings durch das Tal der Wenne. Am Unterlauf der Salwey kurz hinter Sallinghausen beginnt auch das Naturschutzgebiet Wennetal.

## Persönlichkeiten
Aus Sallinghausen stammte der Philologe, Sprachforscher und Gymnasialdirektor Franz Wüllner (1798–1842). Die Autorin Wilhelmine Sapp (* 22. März 1924) zog nach der Heirat in den Ort.